# Prachuap Khiri Khan (província)
Prachuap Khiri Khan (en tailandès: ประจวบคีรีขันธ์) és una de les setanta-sis províncies (จังหวัด, changwat) que conformen l'organització territorial de Tailàndia. La seva capital és Prachuap Khiri Khan.

## Geografia
La província de Prachuap Khiri Khan té una superfície de 6.367.620 quilòmetres quadrats. Aquesta divisió administrativa està ubicada a l'istme de Kra, l'estret pont terrestre que connecta la península de Malaca, amb la resta del continent asiàtic. La província conté la part més estreta de Tailàndia, que està situada al sud de la capital, i a només 13 quilòmetres de la costa del golf de Tailàndia, a la frontera amb Myanmar. El punt més estret de l'istme és, però, més al sud de la província de Chumphon.
Prachuap Khiri Khan és una plana moderada per l'altitud que posseeix, que varia des dels 0 fins als 1.200 metres sobre el nivell del mar. L'altura màxima es pot trobar a les regions del nord-oest, d'orient i central de la província, cosa que fa que aproximadament el trenta per cent de la zona tingui una considerable alçada.
L'extensa costa del golf de Tailàndia té moltes platges de sorra; la més famosa està a Hua Hin, que ha estat una destinació popular des que el rei Prajadhipok (Rama VII) hi fes construir un palau d'estiu. Des de la costa, la terra puja ràpidament a la cadena de muntanyes que forma la frontera amb Myanmar. L'elevació més alta de la província és de 1.494 metres d'altura, a Khao Luang. A causa d'aquesta estreta conca, els rius de la província són tots petits; l'únic considerablement gran és el riu Pran Buri, al nord de la província. El riu més petit és el Kui Khlong.
El Parc Nacional Khao Sam Roi yot va ser creat el 1966 per protegir els pantans d'aigua dolça més grans de Tailàndia, però també conté alguns boscos de manglars i aiguamolls. La majoria dels pantans es van convertir en planters de gambetes, tot i ser un parc nacional.